# انتخابات ریاست‌جمهوری ایالات متحده آمریکا (۱۹۴۸)
انتخابات ریاست‌جمهوری آمریکا در سال ۱۹۴۸ (به انگلیسی: United States presidential election of 1948) چهل و یکمین انتخابات چهار سالهٔ ریاست جمهوری ایالات متحده بود که در روز سه‌شنبه، ۲ نوامبر ۱۹۴۸ برگزار شد. رئیس جمهور وقت، هری ترومن، نامزد حزب دموکرات، که پس از مرگ رئیس جمهور سابق فرانکلین روزولت در سال ۱۹۴۵ بر اساس قانون اساسی،به عنوان معاون ریاست جمهوری عهده‌دار مقام ریاست جمهوری شده‌بود برخلاف همهٔ پیش‌بینی‌ها موفق شد که در این انتخابات با اختلاف چشم‌گیری برای یک دورهٔ کامل در برابر توماس ای دیویی، نامزد جمهوری خواهان برنده شود.
از این انتخابات در تاریخ آمریکا به‌عنوان بزرگترین انتخابات مناقشه‌برانگیز یاد شده‌است. در واقع، هر پیش‌بینی (با یا بدون در نظر گرفتن افکار عمومی مردم) نشان می‌داد که ترومن توسط دیویی شکست خواهد خورد. حزب دموکرات در آن زمان درگیر شکاف عمیق سه جانبه و تقسیم شدید ایدئولوژیکی بود، هر دو گروه راست تندرو و چپ تندرو حزب سرگرم اجرای سیاست مبارزاتی حزب سوم بودند. پیروزی شگفت‌انگیز ترومن پنجمین پیروزی متوالی ریاست جمهوری برای حزب دموکرات، طولانی‌ترین خط پیروزی در تاریخ حزب، و دومین طولانی‌ترین در تاریخ مدرن هر دو حزب (فقط پس از: شش پیروزی متوالی جمهوری خواهان در انتخابات ۱۸۶۰–۱۸۸۰) بود.
با موفقیت هم‌زمان در انتخابات کنگره در سال ۱۹۴۸، دموکرات‌ها کنترل هر دو کنگرهٔ مجلس را به‌دست گرفتند، موقعیتی که آن‌ها در سال ۱۹۴۶ازدست داده‌بودند. سبک مبارزات انتخاباتی پرانرژی ترومن پایگاه از دست رفتهٔ او را در میان دموکرات‌های سنتی دوباره به دست آورد، که آن‌ها متشکل از سفیدپوستان جنوبی، و همچنین کاتولیک‌ها و رای‌دهندگان یهودی بودند. او همچنین به‌گونهٔ شگفت‌آوری از حمایت کشاورزان غرب میانه برخوردار شد؛ بنابراین، نتیجهٔ انتخابات ترومن وضعیت حزب دموکرات را به‌عنوان حزب اکثریت ملت تأیید کرد.

## نگارخانه

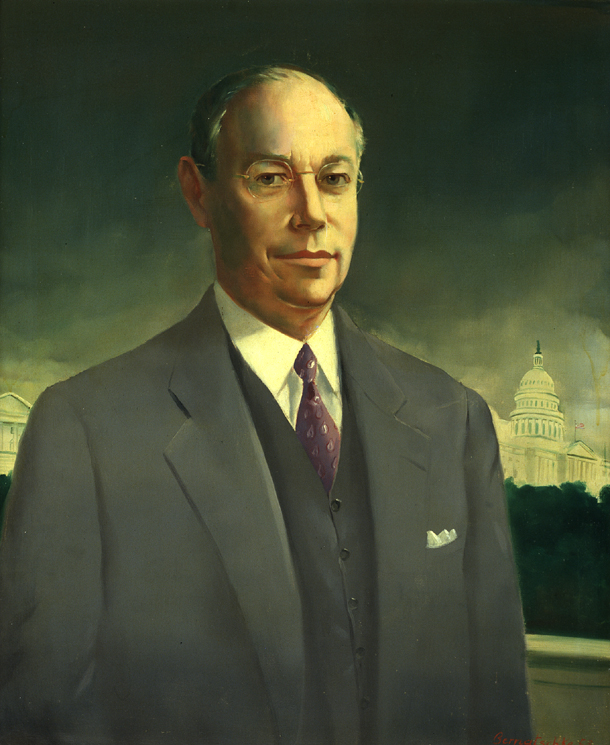
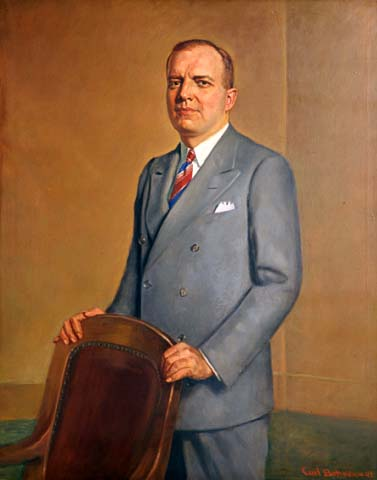
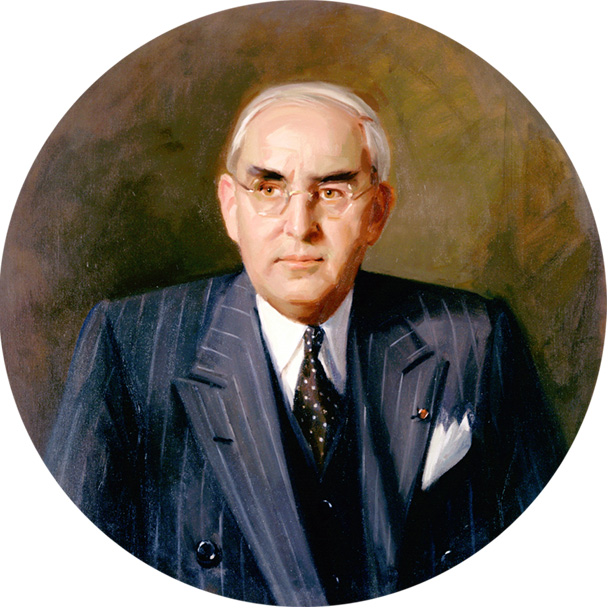
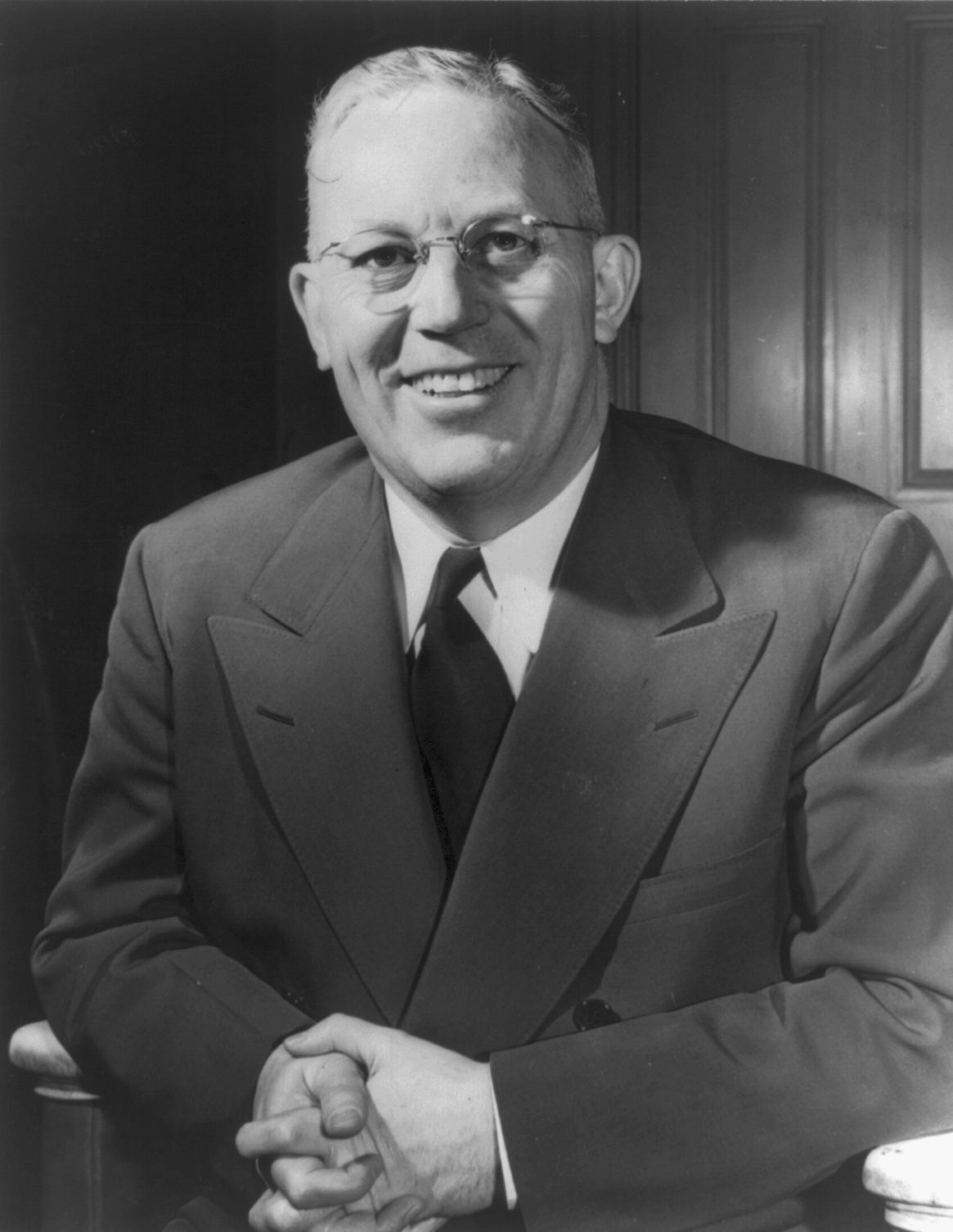
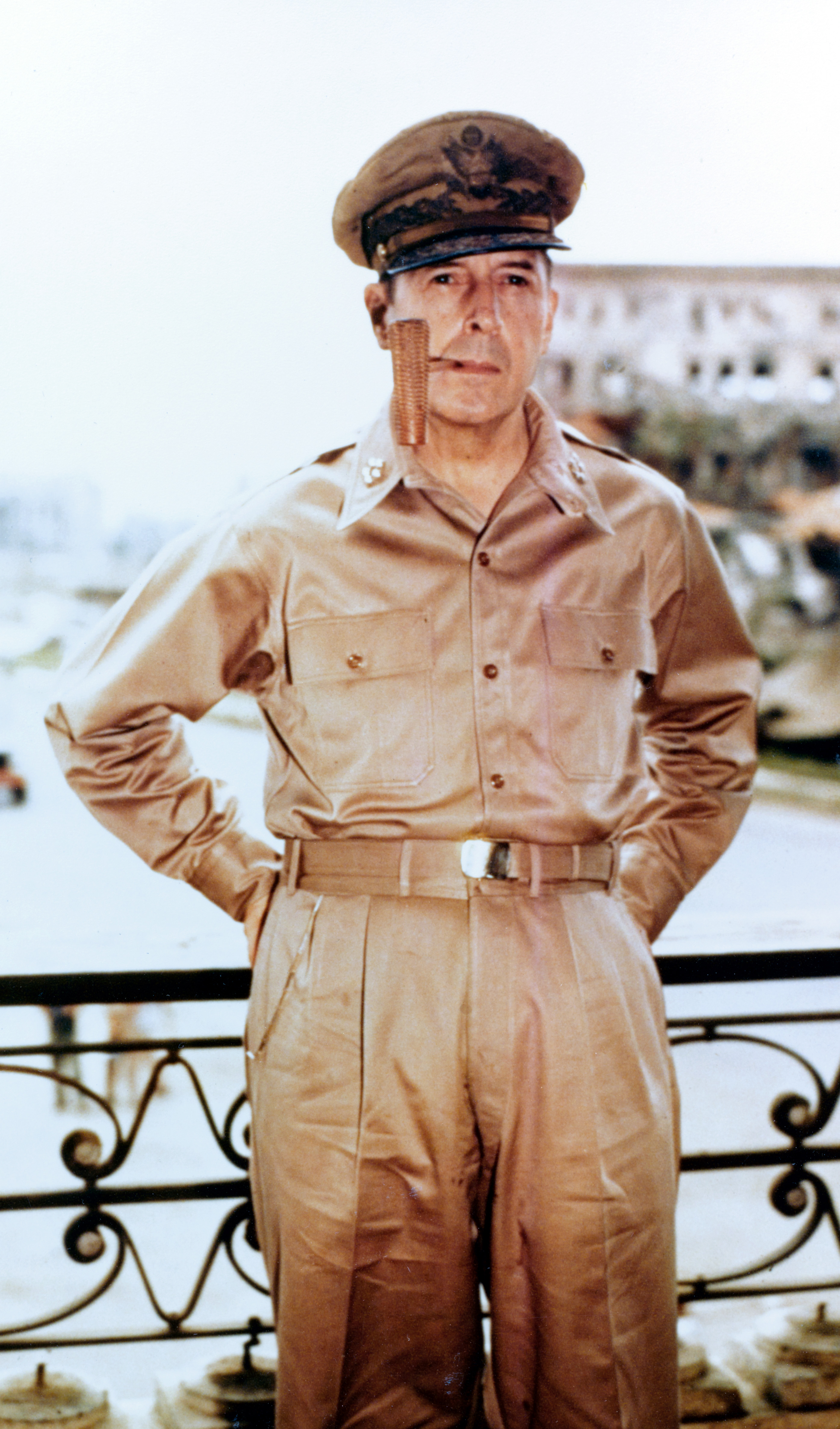
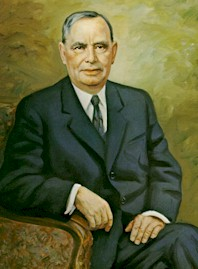
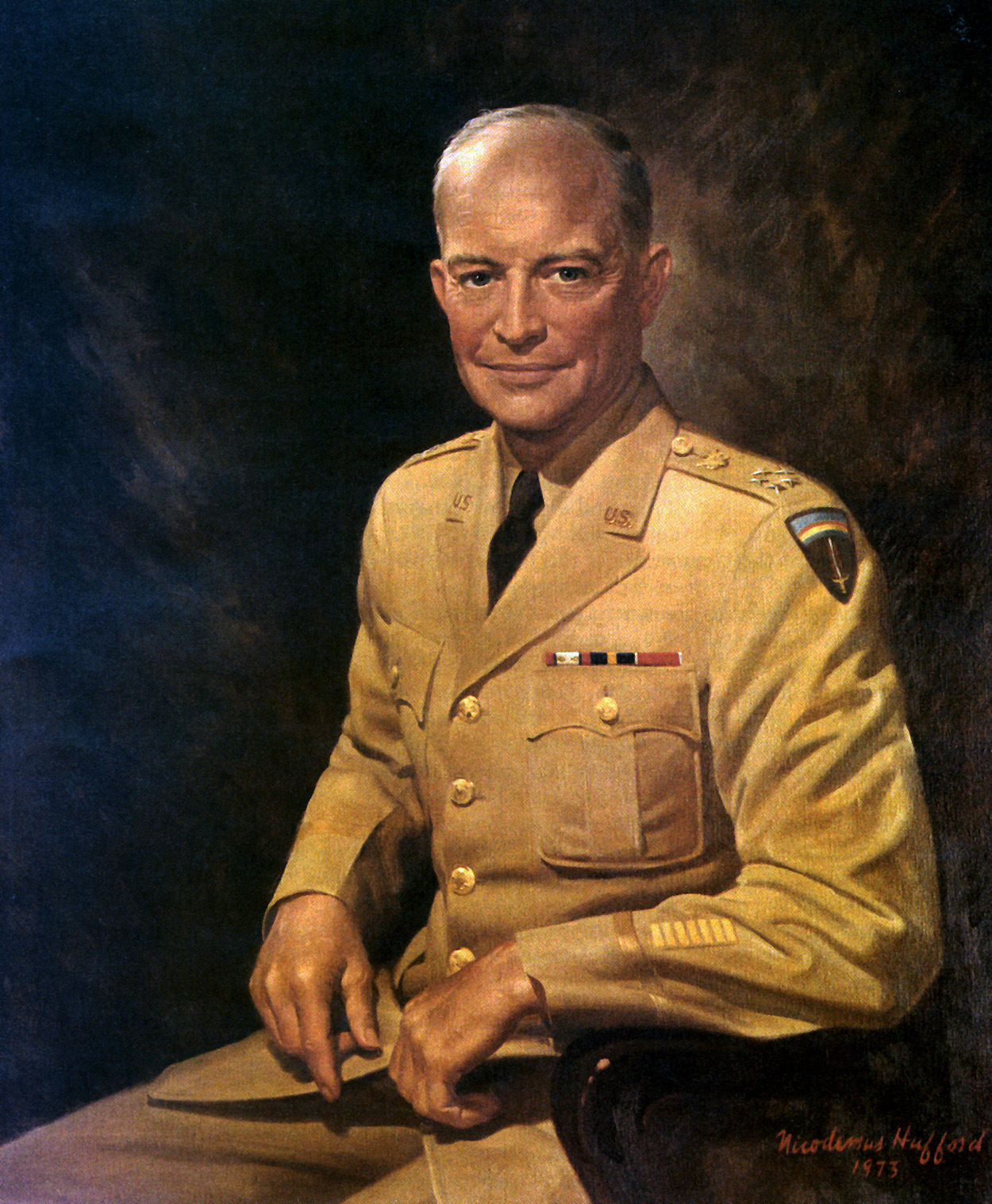
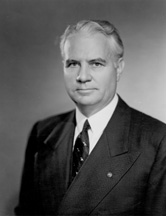